# مقاطعة اونغيني
مقاطعة اونغيني (بالرومانية: Raionul Ungheni)‏ هي مقاطعة في مولدوفا، بلغ عدد سكانها 101,064  نسمة وذلك حسب إحصائيات سنة 2014، عاصمتها Ungheni ‏، تبلغ مساحتها 1,136 كيلومتر مربع.